# Franz Pfeffer (Historiker)
Franz Pfeffer (* 14. Juli 1901 in Mauthausen; † 25. April 1966 in Linz) war ein österreichischer Historiker, Kulturarbeiter und Journalist.

## Leben
Pfeffer begann nach der Matura am Linzer Akademischen Gymnasium ein philosophisches Studium in Wien (Germanistik/Geschichte), welches er mit dem Titel Doktor phil. abschloss. Zunächst wurde er Journalist in Linz. Nach dem Anschluss Österreichs an das Deutsche Reich im Jahr 1938 trat Pfeffer 1941 als Kulturarbeiter in das Amt des Reichsstatthalters ein. Nach 1945 wurde er in dieser Funktion bruchlos weiterverwendet. 1946 gründete er das Institut für Landeskunde von Oberösterreich. Von 1947 bis 1952 war er mit der Leitung des OÖ. Landesmuseums betraut. Trotz seiner historischen Verdienste wurden ihm nur wenige Ehrungen zuteil.
Im Jahr 1966 starb er plötzlich während der Herausgabe des Atlas von Oberösterreich.

## Schriften
- Die Burg zu Linz. 1934.
- Zur Erschließungsgeschichte des Dachsteingebietes. 1947.
- 125 Jahre Kurort Bad Ischl. 1948.
- Die Anfänge des ständischen Theaters in Linz. Zur Linzer Theatergeschichte des 18. Jahrhunderts. In: Oberösterreichische Heimatblätter. Jahrgang 2, Linz 1948, S. 24–38 (ooegeschichte.at [PDF]).
- Das Eisen in Geschichte und Kultur des Landes ob der Enns. 1949.
- Emanuel Schikaneder und Linz. In: Jahrbuch der Stadt Linz 1949. Linz 1950 (ooegeschichte.at [PDF]).
- Ein Fabriksbau in der Barockzeit. Die Linzer Wollzeugfabrik. In: Oberösterreichische Heimatblätter. Jahrgang 4, Linz 1950, S. 33–43 (ooegeschichte.at [PDF]).
- Ausstellung zum Vierhundertjahresjubiläum des Gymnasiums Linz. 1952.
- Die Heimstätte der evangelischen Landschaftsschule in Linz. Zur Geschichte des Linzer Landhauses. In: Oberösterreichische Heimatblätter. Jahrgang 6, Linz 1952, S. 129–145 (ooegeschichte.at [PDF]).
- Die Linzer Fernstraßen. In: Jahrbuch der Stadt Linz 1953. Linz 1954, S. 515–619 (ooegeschichte.at [PDF]).
- Raffelstetten und Tabersheim. Zur Geschichte des Salzverkehrs im Räume von Linz. In: Jahrbuch der Stadt Linz 1954. Linz 1955, S. 33–132 (ooegeschichte.at [PDF; 5,6 MB]).
- Altwege und Altgrenzen auf dem Pöstlingberg und Lichtenberg bei Linz. In: Jahrbuch des Oberösterreichischen Musealvereines. Linz 1955 (ooegeschichte.at [PDF]).
- Pöstlingberg. Zur Geschichte eines Bergnamens. In: Oberösterreichische Heimatblätter. Linz 1955 (ooegeschichte.at [PDF]).
- Alburg - Ulsburg und seine frühmittelalterliche Martinskirche. In: Oberösterreichische Heimatblätter. 1957, S. 228–236 (ooegeschichte.at [PDF]).
- Das Land ob der Enns. 1958.
- Oberösterreichs Straßennetz in der Römerzeit. 1960.
- Die Haselgrabenstraße im Linzer Stadtgebiet. In: Historisches Jahrbuch der Stadt Linz 1960. Linz 1960, S. 197–242 (ooegeschichte.at [PDF]).
- Zur geschichtlichen Stellung des Mühlviertels in der Frühzeit. 1961.
- Die Trefflinger Pforte. Zur geschichtlichen Entwicklung einer Mühlviertler Landschaft. In: Historisches Jahrbuch der Stadt Linz 1962. Linz 1963, S. 11–84 (ooegeschichte.at [PDF]).
- Kirchschlag. Das Bergdorf am Breitenstein. In: Oberösterreichische Heimatblätter. Jahrgang 16, Linz 1962, S. 30–54 (ooegeschichte.at [PDF]).
- Franz Pfeffer, Günther Kleinhanns: Budweis–Linz–Gmunden. Pferdeeisenbahn und Dampfbetrieb auf 1106 mm Spurweite. Neuedition Kleinhanns. 1982. Überarbeitete Fassung von Franz Pfeffer: Oberösterreichs erste Eisenbahnen. In: Oberösterreichische Heimatblätter. 1951, S. 97–181 (S. 97–132 (ooegeschichte.at [PDF]), S. 133–181 (ooegeschichte.at [PDF])).